# Loculi
Loculi ist ein Ort in der Provinz Nuoro in der italienischen Region Sardinien mit 489 Einwohnern (Stand 31. Dezember 2023).
Loculi liegt 33 km östlich von Nuoro.
Die Nachbargemeinden sind: Galtellì und Lula.